# Bolszoje Makarowo (obwód wołogodzki)
Bolszoje Makarowo (ros. Большое Макарово) – wieś w Rosji, w rejonie mieżdurieczeńskim obwodu wołogodzkiego. W 2010 r. liczyła 7 mieszkańców.